# Čermná (kraj hradecki)
Čermná – gmina w Czechach, w powiecie Trutnov, w kraju hradeckim. Według danych z dnia 1 stycznia 2014 liczyła 390 mieszkańców.